# Xã Deep River, Quận Poweshiek, Iowa
Xã Deep River (tiếng Anh: Deep River Township) là một xã thuộc quận Poweshiek, tiểu bang Iowa, Hoa Kỳ. Năm 2010, dân số của xã này là 473 người.